# Žlíbský vrch
Žlíbský vrch (německy Röhrenberg, 1133 m n. m.) je výrazná hora na Šumavě tyčící se 3 km jihozápadně od Horní Vltavice a 3 km severně od Strážného. Je nejvyšším vrcholem podokrsku Stráženské pláně.

## Přístup
Nejjednodušší přístup vede po žlutě značené Vimperské Zlaté stezce, která vede východně od vrcholu mezi Horní Vltavicí a Strážným. V nejvyšším bodě Zlaté stezky ve výšce 1040 m n. m. odbočuje na západ silnička, která vede až k vysílači na vrcholu. Trasa z Horní Vltavice měří 4 km s převýšením 340 metrů, trasa ze Strážného je dlouhá 4,5 km s převýšením 310 metrů.

## Vysílač
Silnička na vrchol byla postavena v první polovině osmdesátých let. V roce 1987 byla zahájena stavba radarové stanice velkého dosahu, která měla být začleněna do systému protivzdušné obrany. Práce byly ukončeny po listopadu 1989. Později byl na vrcholu postaven vysílač.